# Épidémie de dengue de 2019-2020
L'épidémie de dengue de 2019-2020 est une épidémie de dengue, causée par le virus de la dengue (DEN) et transmise par les moustiques du genre Aedes, en particulier Aedes aegypti,.
La propagation de la maladie a augmenté dans les zones où les niveaux de vaccination ont diminué, où les mesures de prévention adéquates ne sont pas mises en œuvre et où la population de moustiques, qui sont les principaux porteurs de la maladie, et qui peuvent se reproduire en de grandes quantités surtout dans les climats chauds et humides.

## En Amérique du Sud

### Argentine

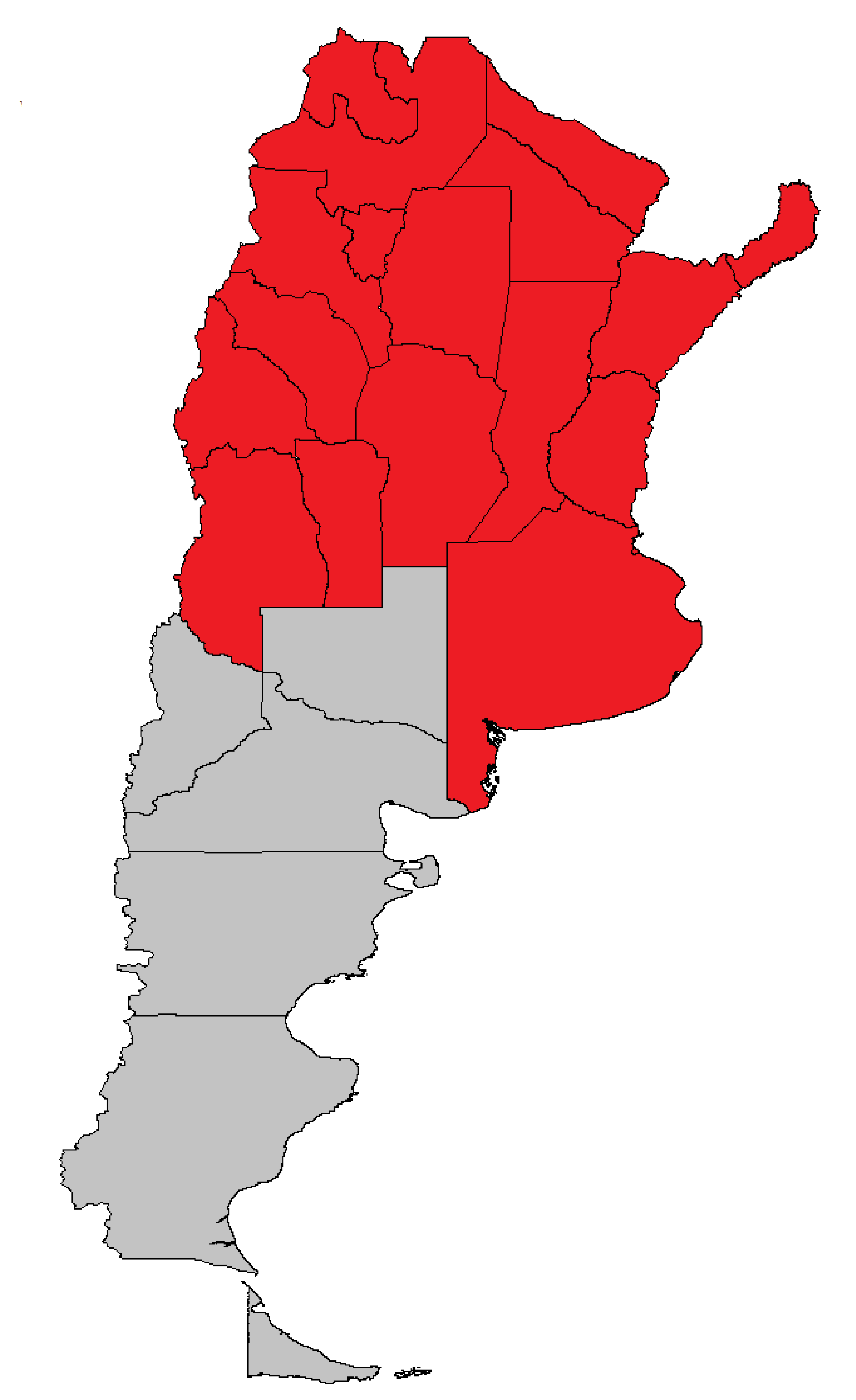
Provinces d'Argentine touchées par la dengue :
Cas confirmés
Aucun cas confirmé

L'épidémie en Argentine a commencé à la fin de 2019, cette année-là il y a eu 3 220 cas confirmés et l'année suivante 7 décès et 2 942 cas confirmés.

### Bolivie

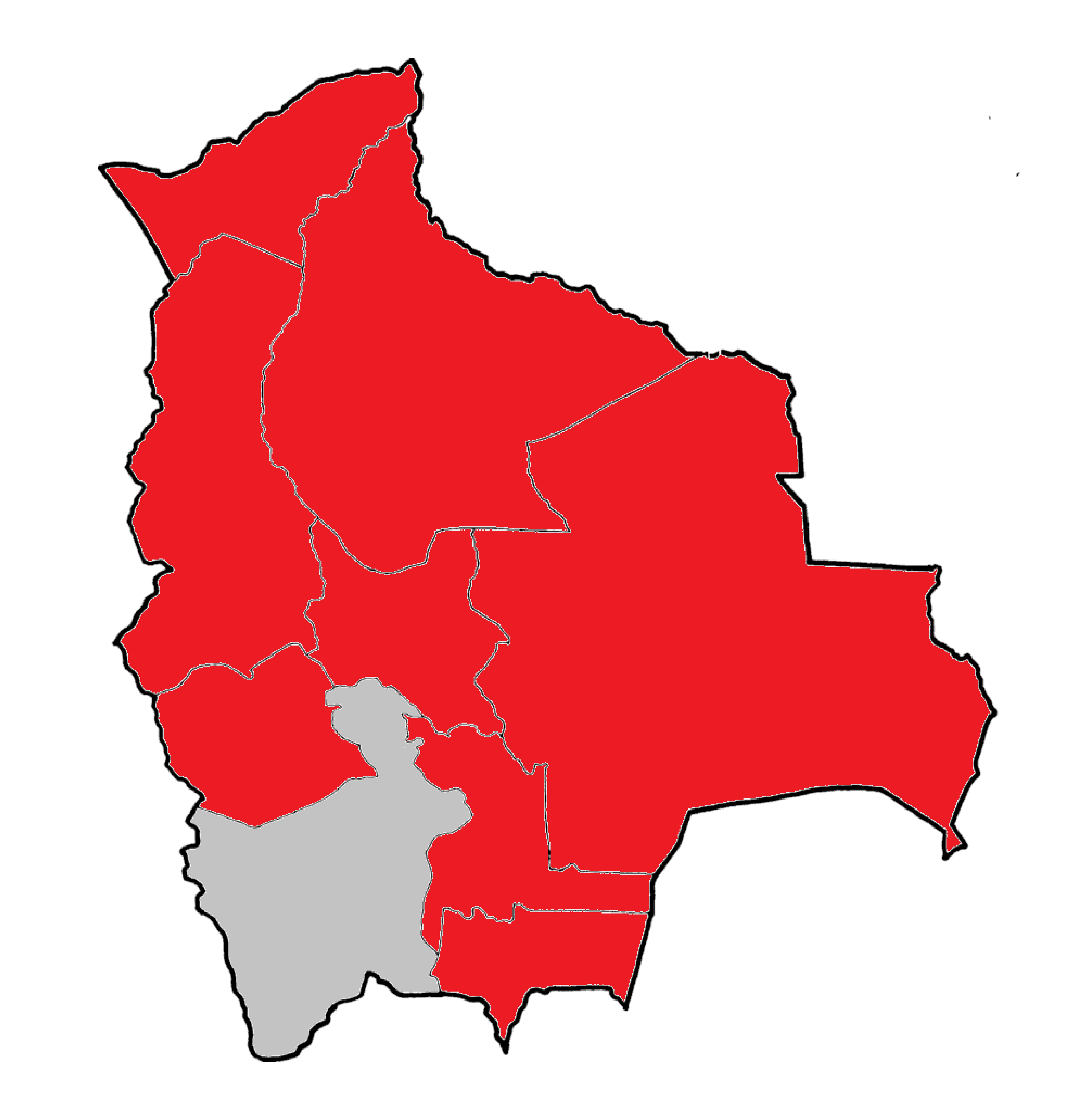
Départements de Bolivie touchés par la dengue :
Cas confirmés
Aucun cas confirmé

L'épidémie en Bolivie a débuté fin 2019, avec 23 décès et 16 193 cas confirmés enregistrés cette année-là et 19 décès et 68 570 cas confirmés l'année suivante,.

### Brésil

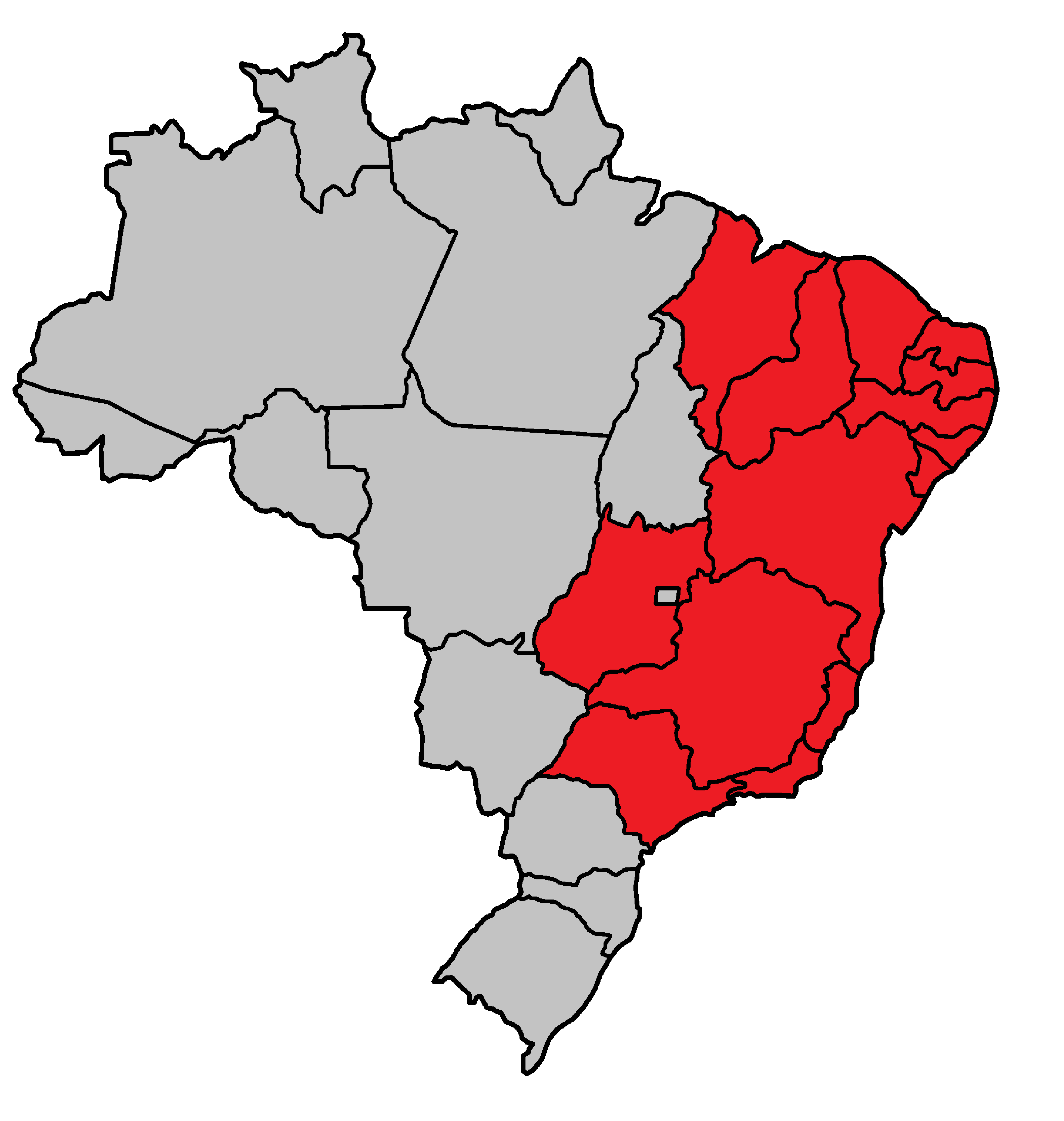
États du Brésil touchés par la dengue :
Cas confirmés
Aucun cas confirmé

L'épidémie au Brésil a débuté au début de 2019, avec 789 décès et 2 225 461 cas confirmés enregistrés cette année-là et 121 décès et 559 724 cas confirmés l'année suivante,.

### Équateur

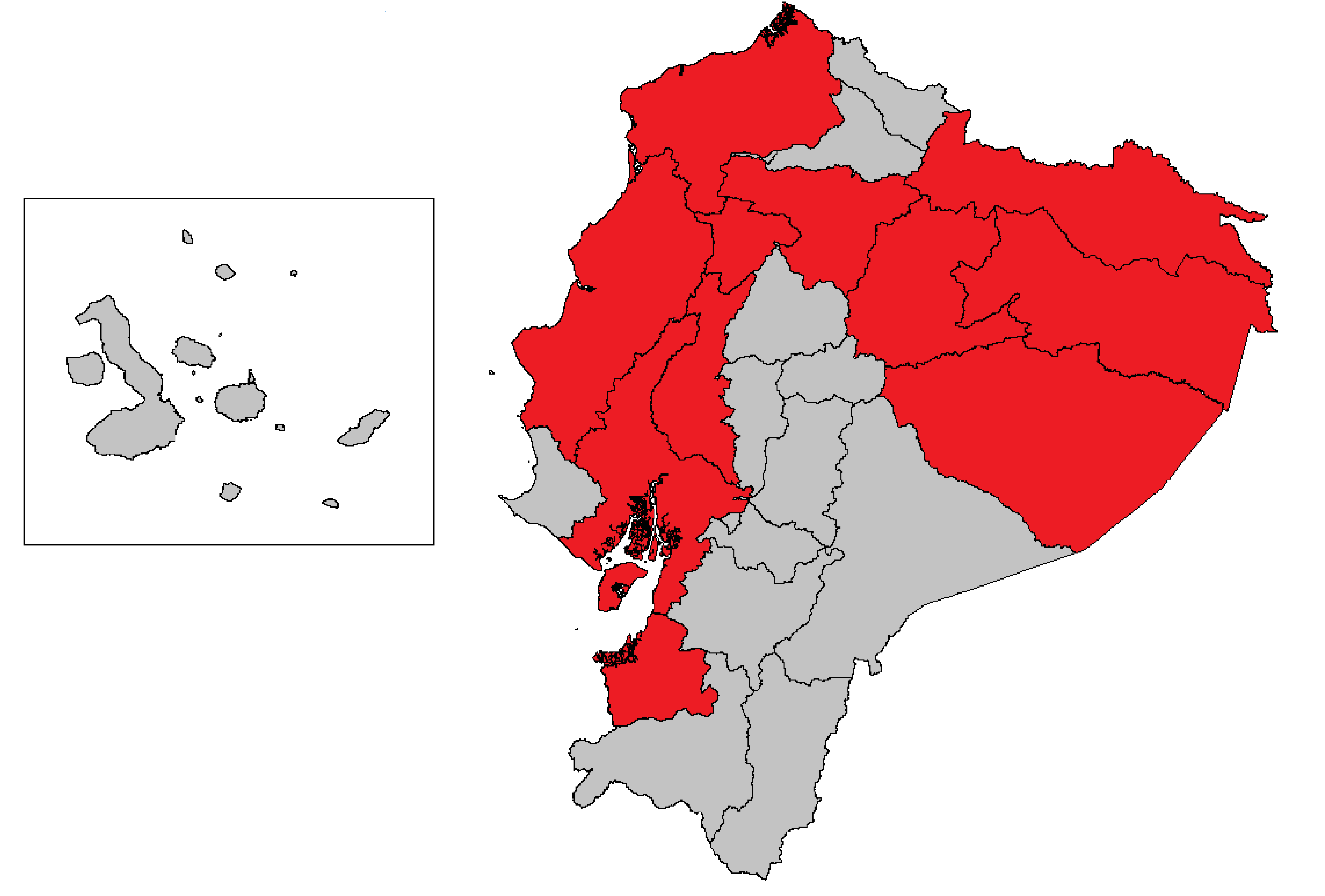
Provinces de l'Équateur touchées par la dengue
Cas confirmés
Aucun cas confirmé

L'épidémie en Équateur a débuté en 2019 ; cette année-là, il y a eu 2 décès et 8 446 cas confirmés, et l'année suivante, 3 490 cas confirmés,.

### Pérou

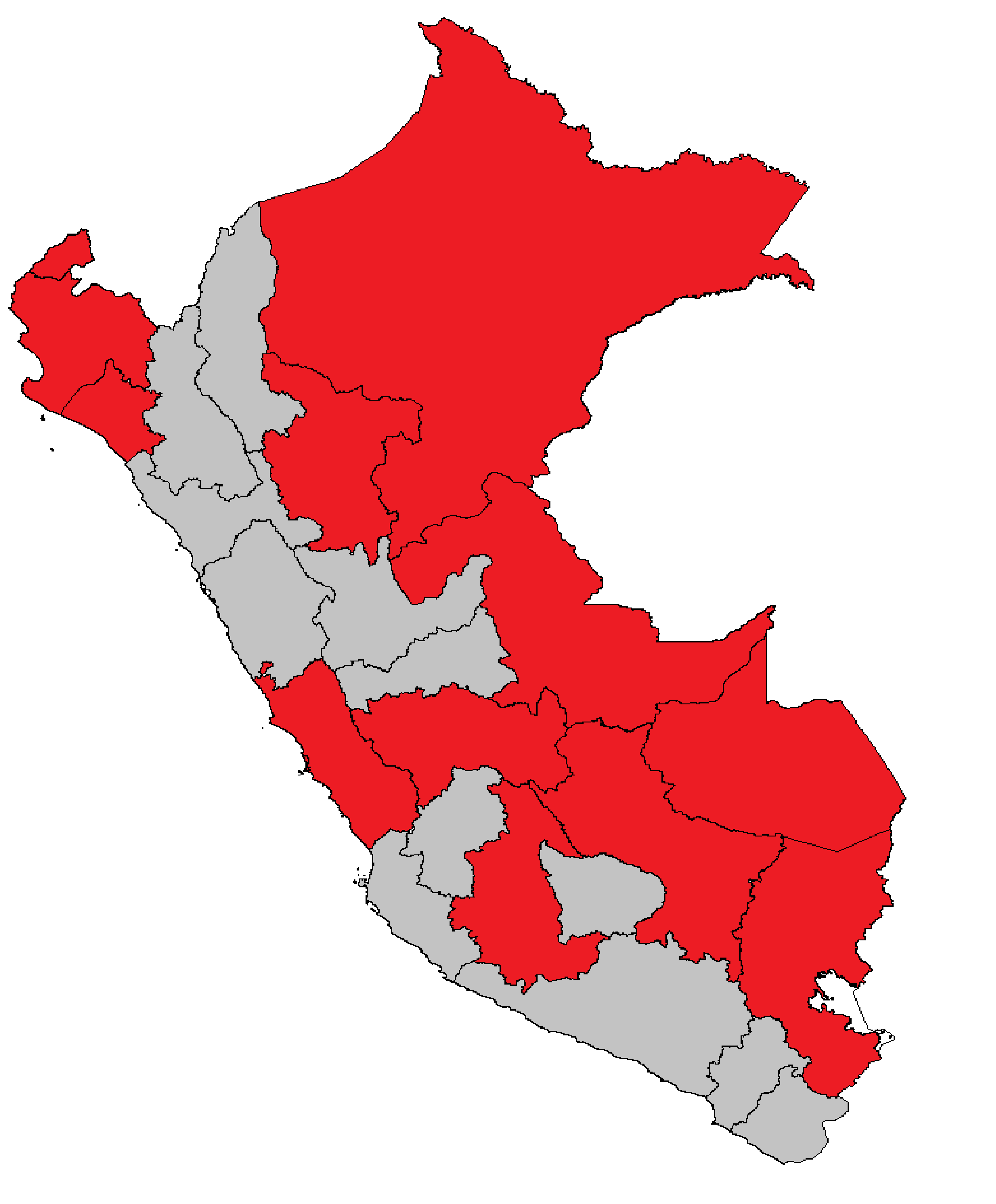
Départements du Pérou touchés par la dengue :
Cas confirmés
Aucun cas confirmé

L'épidémie au Pérou  débute en octobre 2019 dans le département de Madre de Dios, dans le sud-est du pays. Au 17 novembre, selon le ministère de la santé, 16 personnes sont mortes et 3 000 sont infectées, ce qui en fait l'épidémie la plus grave de l'année.
En février 2020, on compte 12 décès et 5480 cas confirmés dans les départements de Madre de Dios, San Martín et Loreto, tous situés en Amazonie péruvienne.